# Miss Chili
Miss Chili est un concours de beauté féminine, destiné aux jeunes femmes habitant au Chili et de nationalité chilienne.

## Miss Chili à Miss Univers
| Année | Miss Chili                         | Nom                                    | Costume                                               | Classement                               |
| ----- | ---------------------------------- | -------------------------------------- | ----------------------------------------------------- | ---------------------------------------- |
| 1952  | Esther Saavedra Yoacham            | Région Métropolitaine                  |                                                       |                                          |
| 1954  | Gloria Leguisos Mesina             | Antofagasta                            | "Huasa Tradicional"                                   | Top 16 - demi-finaliste                  |
| 1955  | Rosita Merello Catalán             | Antofagasta                            |                                                       |                                          |
| 1956  | Concepción Obach Chacana           | Région Métropolitaine                  | "China de Campo"                                      |                                          |
| 1958  | Raquel Molina Urrutia              | Valparaíso                             | "China de Campo"                                      | Top 15 demi-finaliste                    |
| 1960  | Marinka Pohlhammer Espinoza        | Région Métropolitaine                  | "China de Campo"                                      |                                          |
| 1961  | Gloria Silva Escobar               | Magallanes et de l'Antarctique chilien | "China de Campo"                                      | Top 15 demi-finaliste                    |
| 1964  | Patricia Herrera Cigna             | Valparaíso                             | "China de Campo"                                      |                                          |
| 1966  | Stella Dunnage Roberts             | Biobío                                 |                                                       |                                          |
| 1967  | Ingrid Vila Riveros                | Antofagasta                            |                                                       |                                          |
| 1968  | Dánae Sala Sarradell               | Île de Pâques                          | "Pascuense" (Île de Pâques)                           |                                          |
| 1969  | Mónica Larson Teuber               | Région Métropolitaine                  | "Huasa de Salón"                                      | Top 15 demi-finaliste                    |
| 1970  | Soledad Errázuriz García-Moreno    | Région Métropolitaine                  | "Huasa de Salón"                                      |                                          |
| 1972  | Consuelo Fernández De Olivares     | Région Métropolitaine                  | Conceptual (Huaso)                                    |                                          |
| 1973  | Wendy Robertson Cleary             | Atacama                                | "Pascuense" (Île de Pâques)                           | Miss Congeniality (prix de la sympathie) |
| 1974  | Rebeca González Ramírez            | Île de Pâques                          | "Pascuense" (Île de Pâques)                           |                                          |
| 1975  | Raquel Argandoña De la Fuente      | Région Métropolitaine                  | "Huasa Tradicional"                                   |                                          |
| 1976  | María Verónica Sommer              | Les Lacs                               | "Huasa de Salón"                                      | Top 12 - demi-finaliste                  |
| 1977  | Priscilla Brenner Conrad           | Région Métropolitaine                  | Mapuche                                               |                                          |
| 1978  | Marianne Müller Prieto             | Région Métropolitaine                  | "Pascuense" (Île de Pâques)                           | Top 12 - 7e place                        |
| 1979  | María Cecilia Serrano Gildemeister | Maule                                  | "Huasa de Salón"                                      |                                          |
| 1980  | María Gabriela Campusano Puelma    | Valparaíso                             | "Huasa de Salón"                                      |                                          |
| 1981  | María Soledad Hurtado Arellano     | Valparaíso                             | Mapuche                                               |                                          |
| 1982  | Jenny Purto Arab                   | Région Métropolitaine                  | Conceptuel (Cuivre)                                   |                                          |
| 1983  | María Josefa Isensee Ugarte        | Région Métropolitaine                  | "Diablada de La Tirana"                               |                                          |
| 1984  | Carol Bähnke Muñoz                 | Valparaíso                             | "Huasa de Salón"                                      |                                          |
| 1985  | Claudia Van Sint Jan Del Pedregal  | O'Higgins                              | "Huasa Tradicional"                                   | Top 10 - 8th place                       |
| 1986  | Mariana Villasante Aravena         | Île de Pâques                          | "Huasa de Salón" (3e place)                           | Top 10 - 9e place                        |
| 1987  | Cecilia Carolina Bolocco Fonck     | Région Métropolitaine                  | Mapuche                                               | Miss Univers 1987                        |
| 1988  | Verónica Romero Carvajal           | Valparaíso                             | Costume typique de la région du Norte Grande          |                                          |
| 1989  | Macarena Mina Garachena            | Aisén                                  | Costume typique de la région du Norte Grande          | Top 10 - demi-finaliste                  |
| 1990  | Uranía Haltenhoff Nikiforos        | Antofagasta                            | Costume typique de la région du Norte Grande          | Top 6 - finaliste                        |
| 1991  | Cecilia Alfaro Navarrete           | Araucanie                              | Mapuche                                               | 15e place                                |
| 1992  | Marcela Vacarezza Etcheverry       | Région Métropolitaine                  | Mapuche                                               | 27e place                                |
| 1993  | Savka Nevenka Pollak Tomasevic     | Île de Pâques                          | "Pascuense" (Île de Pâques)                           | 17e place                                |
| 1994  | Constanza Barbieri Sanz            | Région Métropolitaine                  | Mapuche                                               | 58e place                                |
| 1995  | Paola Falcone Bacigalupo           | Magallanes et de l'Antarctique chilien | Personnage (La Quintrala)                             | 45e place                                |
| 1996  | Andrea L'Huillier Troncoso         | Île de Pâques                          | "Pascuense" (Île de Pâques)                           | 16e place                                |
| 1997  | Claudia Delpín                     | Tarapacá                               | Costume typique de la région du Norte Grande          | 38e place                                |
| 1998  | Claudia Arnello Reynolds           | Magallanes et de l'Antarctique chilien | Costume typique de la région du Norte Grande          |                                          |
| 1999  | Andrea Muñoz Sessarego             | Île de Pâques                          | "Pascuense" (Île de Pâques)                           |                                          |
| 2000  | Francesca Sovino Parra             | Valparaíso                             | Conceptuel (Fiesta de la Vendimia)                    |                                          |
| 2001  | Carolina Gámez Gallardo            | Ciudad Capital                         | Conceptuel (les glaces de l'Antarctique chilien)      |                                          |
| 2002  | Nicole Rencoret Ladrón de Guevara  | Ciudad Capital                         | Conceptuel (Culture Ona-Selknam, peinture corporelle) |                                          |
| 2004  | Gabriela Barros Tapia              | Valparaíso                             | Personnage (Carmela de San Rosendo)                   | Top 15 - demi-finaliste                  |
| 2005  | Renata Ruiz Pérez                  | Région Métropolitaine                  | "Pascuense" (Île de Pâques)                           |                                          |
| 2006  | Belén Montilla Torreblanca         | Coquimbo                               | Mapuche                                               |                                          |
| 2011  | Vanessa Ceruti Vásquez             | Magallanes et de l'Antarctique chilien | Conceptuel (lié à l'accident minier de Copiapó)       |                                          |
| 2012  | Ana Luisa König Browne             | O'Higgins                              | Conceptuel (pères fondateurs du Chili)                |                                          |
| 2013  | María Jesús Matthei Molina         | Tarapacá                               | Conceptuel (Chinchinero)                              |                                          |
| 2014  | Hellen Marlene Toncio              | O'Higgins                              | "Huasa Tradicional"                                   |                                          |
| 2015  | María Belén Jerez Spuler           | Valparaíso                             | Conceptuel                                            |                                          |
| 2016  | Catalina Cáceres Ríos              | Ciudad Capital                         |                                                       |                                          |
| 2017  | Natividad Leiva Bello              | Ciudad Capital                         |                                                       |                                          |
| 2018  | Andrea Díaz Nicolás                | Ciudad Capital                         |                                                       |                                          |
| 2019  | Geraldine González Martínez        | Ciudad Capital                         |                                                       |                                          |
| 2020  | Daniela Nicolás Gómez              | Atacama                                |                                                       |                                          |
| 2021  | Antonia Figueroa Alvarado          | Coquimbo                               |                                                       |                                          |
| 2022  | Sofía Nieves Depassier             | Ciudad Capital                         |                                                       | Miss Congeniality (prix de la sympathie) |
| 2023  | Celeste Viel Caballero             | Ciudad Capital                         |                                                       | Top 20 - demi-finaliste                  |
| 2024  | Emilia Ignacia Dides Maffei        | Vitacura                               |                                                       | Top 12 - demi-finaliste                  |
| 2025  | María Ignacia Moll                 | Vitacura                               |                                                       |                                          |

### Pour Miss Monde

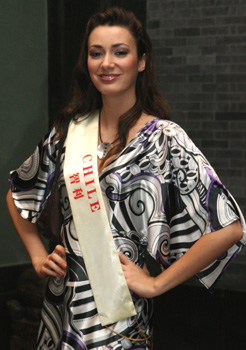
Bernadita Zuniga, Miss Chili 2007.

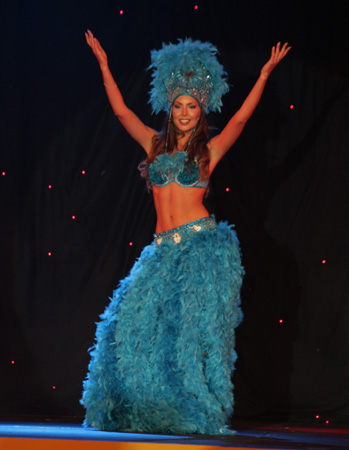
Nataly Chilet, Miss Chili 2008.

| Année | Miss Monde Chili                    | Ville        | Classement     |
| ----- | ----------------------------------- | ------------ | -------------- |
| 1951  | -                                   | -            | -              |
| 1952  | -                                   | -            | -              |
| 1953  | -                                   | -            | -              |
| 1954  | -                                   | -            | -              |
| 1955  | -                                   | -            | -              |
| 1956  | -                                   | -            | -              |
| 1957  | -                                   | -            | -              |
| 1958  | -                                   | -            | -              |
| 1959  | -                                   | -            | -              |
| 1960  | -                                   | -            | -              |
| 1961  | -                                   | -            | -              |
| 1962  | -                                   | -            | -              |
| 1963  | María Pilar Aguirre Gómez           | Valparaíso   | -              |
| 1964  | -                                   | -            | -              |
| 1965  | -                                   | -            | -              |
| 1966  | Amelia Galaz Cortés                 | Santiago     | -              |
| 1967  | Margarita Verónica Téllez Gabella   | Santiago     | Demi-finaliste |
| 1968  | Carmen Smith                        | Santiago     | -              |
| 1969  | Ana María Nazar Mayor del Arco      | Santiago     | -              |
| 1970  | -                                   | -            | -              |
| 1971  | -                                   | -            | -              |
| 1972  | -                                   | -            | -              |
| 1973  | -                                   | -            | -              |
| 1974  | -                                   | -            | -              |
| 1975  | -                                   | -            | -              |
| 1976  | María Cristina Granzow Cartagena    | Santiago     | -              |
| 1977  | Annie Marie Garling Vial            | Santiago     | -              |
| 1978  | María Trinidad Sepúlveda Pavón      | Santiago     | -              |
| 1979  | Mariela Verónica Toledo Rojas       | Santiago     | -              |
| 1980  | -                                   | -            | -              |
| 1981  | Susanna Bravo Indo                  | Viña del Mar | -              |
| 1982  | Mariana Margarita Reinhardt Lagos   | Santiago     | -              |
| 1983  | Gina Alejandra Rovira Beyris        | Santiago     | -              |
| 1984  | María Soledad García Leinenweber    | Santiago     | -              |
| 1985  | Lydia Ana Labarca Birke             | Santiago     | -              |
| 1986  | Margot Elena Fuenzalida Montt       | Santiago     | -              |
| 1987  | Yasna Angélica Vukasovic Álvarez    | Punta Arenas | -              |
| 1988  | María Francisca Aldunate Sanhueza   | Santiago     | -              |
| 1989  | Claudia Bahamondes Celis            | Santiago     | -              |
| 1990  | María Isabel Jara Pizarro           | Santiago     | -              |
| 1991  | Carolina Beatriz Michelson Martínez | Santiago     | -              |
| 1992  | Paula Caballero Fernández           | Santiago     | -              |
| 1993  | Jessica Miroslava Eterovic Pozas    | Punta Arenas | -              |
| 1994  | Yulissa Macarena del Pino Pinochet  | Santiago     | -              |
| 1995  | Tonka Tomicic Petric                | Santiago     | -              |
| 1996  | Luz Francisca Valenzuela Höllzer    | Santiago     | -              |
| 1997  | Paulina Mladinic Zorzano            | Viña del Mar | -              |
| 1998  | Daniella Andrea Campos Lathrop      | Santiago     | Demi-finaliste |
| 1999  | María Lissette Sierra Ocayo         | Arica        | -              |
| 2000  | Isabel Bawlitza Muñoz               | Linares      | Demi-finaliste |
| 2001  | Christianne Balmelli Fournier       | Temuco       | -              |
| 2002  | Daniela Sofía Casanova Müller       | Viña del Mar | -              |
| 2003  | Patricia Alejandra Soler Artigues   | La Serena    | -              |
| 2004  | Verónica Paz Roberts Olcay          | Santiago     | -              |
| 2005  | -                                   | -            | -              |
| 2006  | Constanza Silva Aguayo              | Santiago     | -              |
| 2007  | Bernardita Zúñiga Huesbe            | Viña del Mar | -              |
| 2008  | Nataly Chilet Bustamante            | Santiago     | -              |
| 2009  | -                                   | -            | -              |
| 2010  | -                                   | -            | -              |
| 2011  | Gabriela Pulgar Luco                | Viña del Mar | -              |
| 2012  | Camila Recabarren Adaros            | Copiapó      | -              |
| 2013  | Camila Andrea Andrade Mora          | Concepción   | -              |
| 2014  | -                                   | -            | -              |
| 2015  | Fernanda Andrea Sobarzo Aguilera    | Santiago     | -              |
| 2016  | Antonia Figueroa                    | Coquimbo     |                |
| 2017  | Victoria Stein                      | Puerto Montt |                |
| 2018  | Anahi Hormazabal                    | Santiago     | Demi-finaliste |
| 2019  | Ignacia Albornoz Olmedo             | Santiago     |                |
| 2021  | Carol Drpic                         | Punta Arenas | Demi-finaliste |
| 2023  | Ambar Zenteno                       | Santiago     |                |

### Pour Miss Terre

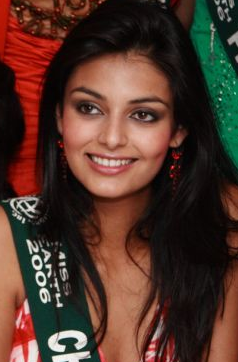
Hil Hernández, Miss Terre 2006.

| Année | Nom                              | Ville        | Classement      |
| ----- | -------------------------------- | ------------ | --------------- |
| 2001  | -                                | -            | -               |
| 2002  | Nazhla Abad González             | Talca        | Demi-finaliste  |
| 2003  | Carolina Salazar                 | Santiago     | -               |
| 2004  | Erika Niklitschek Schmidt        | Viña Del Mar | -               |
| 2005  | Nataly Nadeska Chilet Bustamante | Santiago     | Finaliste       |
| 2006  | Hil Hernández Escobar            | Castro       | Miss Terre 2006 |
| 2007  | -                                | -            | -               |
| 2008  | -                                | -            | -               |
| 2009  | -                                | -            | -               |
| 2010  | Pamela Soprani Reyes             | Santiago     |                 |
| 2011  | Camila Stuardo                   | Temuco       | -               |
| 2012  | -                                | -            | -               |
| 2013  | Natalia Lermanda                 | Santiago     | Top 16          |
| 2014  | Catalina Cáceres                 | Santiago     | -               |
| 2015  | Natividad Leiva                  | Providencia  | Top 8           |
| 2016  | Tiare Fuentes                    | Puerto Varas |                 |
| 2017  | Sofía Manzur                     | La Calera    |                 |
| 2018  | Antonia Figueroa                 | La Serena    | Top 12          |
| 2019  | Fernanda Méndez Tapia            | Los Vilos    | Top 10          |
| 2020  | Macarena Quinteros               | Punta Arenas |                 |
| 2021  | Romina Denecken                  | Colina       | Miss Terre-Eau  |
| 2022  | Daniela Riquelme                 | Los Ángeles  |                 |

### Pour Miss International
| Année | Nom                                     | Ville      | Classement     |
| ----- | --------------------------------------- | ---------- | -------------- |
| 1960  | -                                       | -          | -              |
| 1961  | -                                       | -          | -              |
| 1962  | -                                       | -          | -              |
| 1963  | -                                       | -          | -              |
| 1964  | -                                       | -          | -              |
| 1965  | Matilde Erika Von Saint-George González | Valparaíso | -              |
| 1966  | -                                       | -          | -              |
| 1967  | -                                       | -          | -              |
| 1968  | -                                       | -          | -              |
| 1969  | -                                       | -          | -              |
| 1970  | Berta Goldsmith                         | -          | -              |
| 1971  | Alicia Vicuña                           | -          | -              |
| 1972  | -                                       | -          | -              |
| 1973  | Ethel Klenner Rodríguez                 | Concepción | -              |
| 1974  | María del Carmen Bono                   | -          | -              |
| 1975  | Ana María Papic Marinovic               | -          | -              |
| 1976  | María Antonieta Roselló                 | -          | -              |
| 1977  | Silvia Ebner Cataldo                    | -          | -              |
| 1978  | María Verónica Toledo Rojas             | Santiago   | -              |
| 1979  | Paulina Quiroga                         | Santiago   | -              |
| 1980  | Mónica Salinas Ruiz                     | Santiago   | Demi-finaliste |
| 1981  | -                                       | -          | -              |
| 1982  | -                                       | -          | -              |
| 1983  | -                                       | -          | -              |
| 1984  | -                                       | -          | -              |
| 1985  | -                                       | -          | -              |
| 1986  | -                                       | -          | -              |
| 1987  | -                                       | -          | -              |
| 1988  | -                                       | -          | -              |
| 1989  | -                                       | -          | -              |
| 1990  | -                                       | -          | -              |
| 1991  | -                                       | -          | -              |
| 1992  | -                                       | -          | -              |
| 1993  | -                                       | -          | -              |
| 1994  | -                                       | -          | -              |
| 1995  | -                                       | -          | -              |
| 1996  | Alexandra de Grenade Errázuriz          | Santiago   | -              |
| 1997  | -                                       | -          | -              |
| 1998  | -                                       | -          | -              |
| 1999  | -                                       | -          | -              |
| 2000  | -                                       | -          | -              |
| 2001  | Paula Orchard Gremler                   | Santiago   | Demi-finaliste |
| 2002  | -                                       | -          | -              |
| 2003  | Christianne Balmelli Fournier           | Temuco     | -              |
| 2004  | Francisca Valenzuela Rendic             | La Serena  | -              |
| 2005  | -                                       | -          | -              |
| 2006  | -                                       | -          | -              |
| 2007  | Marie Ann Salas Gorboi                  | Santiago   | Demi-finaliste |
| 2008  | -                                       | -          | -              |
| 2009  | -                                       | -          | -              |
| 2010  | Tanya del Solar Prussing                | Santiago   | TBA            |
| 2011  | -                                       | -          | -              |
| 2012  | -                                       | -          | -              |
| 2013  | -                                       | -          | -              |
| 2014  | Tania Dahuabe                           | Santiago   | -              |
| 2015  | TBD                                     | TBD        | -              |

Note : TBD signifie to be defined, soit « pas encore défini » et TBA signifie to be annonced, soit « pas encore annoncé ».